# Хокей на зимових Олімпійських іграх 2018 — жіночий турнір
Хокейний жіночий турнір на зимових Олімпійських іграх 2018 відбувався з 10 по 22 лютого 2018 року в місті Каннин (Південна Корея).

## Попередній раунд

### Група А
| М | Збірна                       | І | В | ВО | ПО | П | ШЗ | ШП | РШ  | О |
| - | ---------------------------- | - | - | -- | -- | - | -- | -- | --- | - |
| 1 | Канада                       | 3 | 3 | 0  | 0  | 0 | 11 | 2  | +9  | 9 |
| 2 | США                          | 3 | 2 | 0  | 0  | 1 | 9  | 3  | +6  | 6 |
| 3 | Фінляндія                    | 3 | 1 | 0  | 0  | 2 | 7  | 8  | −1  | 3 |
| 4 | Спортсмени-олімпійці з Росії | 3 | 0 | 0  | 0  | 3 | 1  | 15 | −14 | 0 |

| 11 лютого 2018 16:40 | Фінляндія | 1 : 3 (1:0, 0:2, 0:1) | США | Університет Квандон, Каннин 4032 глядачів |

| звіт                                          | звіт                                             | звіт | звіт                     | звіт                                                                                 |
| --------------------------------------------- | ------------------------------------------------ | --- | ------------------------ | ------------------------------------------------------------------------------------ |
|                                               |                                                  | |                          |                                                                                      |
|                                               | Ноора Рятю — 00:00-58:04 58:43-59:32 59:47-60:00 | Воротарі | 00:00-60:00 — Медді Руні | Судді: Ніколь Хертрих Айна Хове Лінійні Судді: Шарлотта Жирар Фабр Вероника Юганссон |
|                                               | голи:                                            | |                          | Судді: Ніколь Хертрих Айна Хове Лінійні Судді: Шарлотта Жирар Фабр Вероника Юганссон |
| Венла Хові — 19:54 (П. Ніємінен, Л. Вялімякі) | 1:0 1:1 1:2 1:3                                  | 28:58 — Монік Ламуре-Морандо 31:29 — Кендалл Койн Шаблон:ГБ (Х. Найт, Б. Декер) 59:47 — Дані Камеранезі Шаблон:ПВ (М. Келлер) |                          | Судді: Ніколь Хертрих Айна Хове Лінійні Судді: Шарлотта Жирар Фабр Вероника Юганссон |
|                                               |                                                  | |                          | Судді: Ніколь Хертрих Айна Хове Лінійні Судді: Шарлотта Жирар Фабр Вероника Юганссон |
|                                               |                                                  | |                          | Судді: Ніколь Хертрих Айна Хове Лінійні Судді: Шарлотта Жирар Фабр Вероника Юганссон |
|                                               |                                                  | |                          | Судді: Ніколь Хертрих Айна Хове Лінійні Судді: Шарлотта Жирар Фабр Вероника Юганссон |
| 8 хв                                          | Штраф                                            | 4 хв |                          | Судді: Ніколь Хертрих Айна Хове Лінійні Судді: Шарлотта Жирар Фабр Вероника Юганссон |
|                                               |                                                  | |                          |                                                                                      |
|                                               | 24                                               | кидки | 42                       |                                                                                      |

| 11 лютого 2018 21:10 | Канада | 5 : 0 (0:0, 3:0, 2:0) | Спортсмени-олімпійці з Росії | Університет Квандон, Каннин 3912 глядачів |

| звіт | звіт                            | звіт     | звіт                                                          | звіт                                                                                |
| --- | ------------------------------- | -------- | ------------------------------------------------------------- | ----------------------------------------------------------------------------------- |
| |                                 |          |                                                               |                                                                                     |
| | Анн-Рене Десбаєнс — 00:00-60:00 | Воротарі | 00:00-50:44 — Надія Морозова 50:44-60:00 — Надія Александрова | Судді: Ніколета Келарова Катаріна Тімглас Лінійні Судді: Єнні Хайккінен Ліза Ліннек |
| | голи:                           |          |                                                               | Судді: Ніколета Келарова Катаріна Тімглас Лінійні Судді: Єнні Хайккінен Ліза Ліннек |
| Ребекка Джонстон — 21:55 (Б. Дженнер, Д. Саульні) Хейлі Ірвін Шаблон:ГБ — 24:13 (Р. Джонстон) Мелоді Дауст — 35:58 (М. Агоста, М.-Ф. Пулен) Ребекка Джонстон Шаблон:ГБ — 48:41 (Б. Лаккет, М.-Ф. Пулен) Мелоді Дауст — 50:44 (М.-Ф. Пулен) | 1:0 2:0 3:0 4:0 5:0             |          |                                                               | Судді: Ніколета Келарова Катаріна Тімглас Лінійні Судді: Єнні Хайккінен Ліза Ліннек |
| |                                 |          |                                                               | Судді: Ніколета Келарова Катаріна Тімглас Лінійні Судді: Єнні Хайккінен Ліза Ліннек |
| |                                 |          |                                                               | Судді: Ніколета Келарова Катаріна Тімглас Лінійні Судді: Єнні Хайккінен Ліза Ліннек |
| |                                 |          |                                                               | Судді: Ніколета Келарова Катаріна Тімглас Лінійні Судді: Єнні Хайккінен Ліза Ліннек |
| 4 хв | Штраф                           | 14 хв    |                                                               | Судді: Ніколета Келарова Катаріна Тімглас Лінійні Судді: Єнні Хайккінен Ліза Ліннек |
| |                                 |          |                                                               |                                                                                     |
| | 48                              | кидки    | 18                                                            |                                                                                     |

| 13 лютого 2018 16:40 | Канада | 4 : 1 (2:0, 2:0, 0:1) | Фінляндія | Університет Квандон, Каннин 3879 глядачів |

| звіт | звіт | звіт | звіт | звіт |
| ---- | ---- | ---- | ---- | ---- |
|      |      |      |      |      |
|      |      |      |      |      |
|      |      |      |      |      |
|      |      |      |      |      |
|      |      |      |      |      |
|      |      |      |      |      |
|      |      |      |      |      |
|      |      |      |      |      |
|      |      |      | 3879 |      |

| 13 лютого 2018 21:10 | США | 5 : 0 (1:0, 3:0, 1:0) | Спортсмени-олімпійці з Росії | Університет Квандон, Каннин 3797 глядачів |

| звіт | звіт | звіт | звіт | звіт |
| ---- | ---- | ---- | ---- | ---- |
|      |      |      |      |      |
|      |      |      |      |      |
|      |      |      |      |      |
|      |      |      |      |      |
|      |      |      |      |      |
|      |      |      |      |      |
|      |      |      |      |      |
|      |      |      |      |      |
|      |      |      |      |      |

| 15 лютого 2018 12:10 | США | 1 : 2 | Канада | Університет Квандон, Каннин 3885 глядачів |

| звіт | звіт | звіт | звіт | звіт |
| ---- | ---- | ---- | ---- | ---- |
|      |      |      |      |      |
|      |      |      |      |      |
|      |      |      |      |      |
|      |      |      |      |      |
|      |      |      |      |      |
|      |      |      |      |      |
|      |      |      |      |      |
|      |      |      |      |      |
|      |      |      |      |      |

| 15 лютого 2018 16:40 | ОСР | 1 : 5 | Фінляндія | Університет Квандон, Каннин 3353 глядачів |

| звіт | звіт | звіт | звіт | звіт |
| ---- | ---- | ---- | ---- | ---- |
|      |      |      |      |      |
|      |      |      |      |      |
|      |      |      |      |      |
|      |      |      |      |      |
|      |      |      |      |      |
|      |      |      |      |      |
|      |      |      |      |      |
|      |      |      |      |      |
|      |      |      |      |      |

### Група В
| М | Збірна         | І | В | ВО | ПО | П | ШЗ | ШП | РШ  | О |
| - | -------------- | - | - | -- | -- | - | -- | -- | --- | - |
| 1 | Швейцарія      | 3 | 3 | 0  | 0  | 0 | 13 | 2  | +11 | 9 |
| 2 | Швеція         | 3 | 2 | 0  | 0  | 1 | 11 | 3  | +8  | 6 |
| 3 | Японія         | 3 | 1 | 0  | 0  | 2 | 6  | 6  | 0   | 3 |
| 4 | Північна Корея | 3 | 0 | 0  | 0  | 3 | 1  | 20 | −19 | 0 |

Час місцевий (UTC+9).
| 10 лютого 2018 16:40 | Японія | 1 : 2 (0:1, 1:0, 0:1) | Швеція | Університет Квандон, Каннин 3762 глядачів |

| звіт                       | звіт                         | звіт                                                                           | звіт                    | звіт |
| -------------------------- | ---------------------------- | ------------------------------------------------------------------------------ | ----------------------- | --- |
|                            |                              |                                                                                |                         | |
|                            | Нана Фудзімото — 00:00-59:12 | Воротарі                                                                       | 00:00-60:00 — Сара Гран | Судді: Flag of the United States.svg\|border Кеті Гуей Flag of the United States.svg\|border Мелісса Школа Лінійні Судді: Наташа Пагон Зузана Свободова |
|                            | голи:                        |                                                                                |                         | Судді: Flag of the United States.svg\|border Кеті Гуей Flag of the United States.svg\|border Мелісса Школа Лінійні Судді: Наташа Пагон Зузана Свободова |
| Рю Укіта — 36:52 (Х. Кубо) | 0:1 :1 1:2                   | 02:21 — Фанні Раск (С. Кюллер, О. Карлссон) 41:53 — Сара Хьялмарссон (Е. Грам) |                         | Судді: Flag of the United States.svg\|border Кеті Гуей Flag of the United States.svg\|border Мелісса Школа Лінійні Судді: Наташа Пагон Зузана Свободова |
|                            |                              |                                                                                |                         | Судді: Flag of the United States.svg\|border Кеті Гуей Flag of the United States.svg\|border Мелісса Школа Лінійні Судді: Наташа Пагон Зузана Свободова |
|                            |                              |                                                                                |                         | Судді: Flag of the United States.svg\|border Кеті Гуей Flag of the United States.svg\|border Мелісса Школа Лінійні Судді: Наташа Пагон Зузана Свободова |
|                            |                              |                                                                                |                         | Судді: Flag of the United States.svg\|border Кеті Гуей Flag of the United States.svg\|border Мелісса Школа Лінійні Судді: Наташа Пагон Зузана Свободова |
| 2 хв                       | Штраф                        | 8 хв                                                                           |                         | Судді: Flag of the United States.svg\|border Кеті Гуей Flag of the United States.svg\|border Мелісса Школа Лінійні Судді: Наташа Пагон Зузана Свободова |
|                            |                              |                                                                                |                         | |
|                            | 31                           | кидки                                                                          | 26                      | |

| 10 лютого 2018 21:10 | Швейцарія | 8 : 0 (3:0, 3:0, 2:0) | Північна Корея | Університет Квандон, Каннин 3606 глядачів |

| звіт | звіт                            | звіт     | звіт                      | звіт |
| --- | ------------------------------- | -------- | ------------------------- | --- |
| |                                 |          |                           | |
| | Флоренс Шеллінг — 00:00-60:00   | Воротарі | 00:00-60:00 — Сін Со Чжун | Судді: Flag of the United States.svg\|border Діна Аллен Габриэль Ариано Лорти Лінійні Судді: Flag of the United States.svg\|border Джессіка Леклерк Жюстин Тодд |
| | голи:                           |          |                           | Судді: Flag of the United States.svg\|border Діна Аллен Габриэль Ариано Лорти Лінійні Судді: Flag of the United States.svg\|border Джессіка Леклерк Жюстин Тодд |
| Аліна Мюллер Шаблон:ГМ — 10:23 (С. Бенц) Аліна Мюллер — 11:24 (С. Бенц, Л. Штальдер) Аліна Мюллер — 19:48 (С. Бенц, К. Маєр) Аліна Мюллер — 21:26 Фебе Станц — 22:21 (Е. Разеллі, Л. Руді) Фебе Станц — 37:19 (Е. Разеллі) Лара Штальдер Шаблон:ГБ — 49:42 (К. Маєр, А. Мюллер) Лара Штальдер — 51:48 (А. Мюллер, К. Маєр) | 1:0 2:0 3:0 4:0 5:0 6:0 7:0 8:0 |          |                           | Судді: Flag of the United States.svg\|border Діна Аллен Габриэль Ариано Лорти Лінійні Судді: Flag of the United States.svg\|border Джессіка Леклерк Жюстин Тодд |
| |                                 |          |                           | Судді: Flag of the United States.svg\|border Діна Аллен Габриэль Ариано Лорти Лінійні Судді: Flag of the United States.svg\|border Джессіка Леклерк Жюстин Тодд |
| |                                 |          |                           | Судді: Flag of the United States.svg\|border Діна Аллен Габриэль Ариано Лорти Лінійні Судді: Flag of the United States.svg\|border Джессіка Леклерк Жюстин Тодд |
| |                                 |          |                           | Судді: Flag of the United States.svg\|border Діна Аллен Габриэль Ариано Лорти Лінійні Судді: Flag of the United States.svg\|border Джессіка Леклерк Жюстин Тодд |
| 12 хв | Штраф                           | 6 хв     |                           | Судді: Flag of the United States.svg\|border Діна Аллен Габриэль Ариано Лорти Лінійні Судді: Flag of the United States.svg\|border Джессіка Леклерк Жюстин Тодд |
| |                                 |          |                           | |
| | 52                              | кидки    | 8                         | |

| 12 лютого 2018 16:40 | Швейцарія | 3 : 1 (0:0, 2:0, 1:1) | Японія | Університет Квандон, Каннин 4033 глядачів |

| звіт | звіт                          | звіт                                  | звіт                         | звіт                                                                       |
| --- | ----------------------------- | ------------------------------------- | ---------------------------- | -------------------------------------------------------------------------- |
| |                               |                                       |                              |                                                                            |
| | Флоренс Шеллінг — 00:00-60:00 | Воротарі                              | 00:00-56:14 — Нана Фудзімото | Судді: Габріелла Бран Айна Хове Лінійні Судді: Єнни Хайккінен Наташа Пагон |
| | голи:                         |                                       |                              | Судді: Габріелла Бран Айна Хове Лінійні Судді: Єнни Хайккінен Наташа Пагон |
| Сара Бенц Шаблон:ГБ — 30:19 (Д. Рюегг, Л. Бенц) Сара Бенц Шаблон:ГБ — 33:10 (К. Маєр, Л. Штальдер) Аліна Мюллер — 44:27 | 1:0 2:0 3:0 3:1               | 47:33 — Ханае Кубо (М. Хорі, Х. Тока) |                              | Судді: Габріелла Бран Айна Хове Лінійні Судді: Єнни Хайккінен Наташа Пагон |
| |                               |                                       |                              | Судді: Габріелла Бран Айна Хове Лінійні Судді: Єнни Хайккінен Наташа Пагон |
| |                               |                                       |                              | Судді: Габріелла Бран Айна Хове Лінійні Судді: Єнни Хайккінен Наташа Пагон |
| |                               |                                       |                              | Судді: Габріелла Бран Айна Хове Лінійні Судді: Єнни Хайккінен Наташа Пагон |
| 10 хв | Штраф                         | 8 хв                                  |                              | Судді: Габріелла Бран Айна Хове Лінійні Судді: Єнни Хайккінен Наташа Пагон |
| |                               |                                       |                              |                                                                            |
| | 18                            | кидки                                 | 38                           |                                                                            |

| 12 лютого 2018 21:10 | Швеція | 8 : 0 (4:0, 1:0, 3:0) | Північна Корея | Університет Квандон, Каннин 4244 глядачів |

| звіт | звіт                            | звіт     | звіт                      | звіт                                                                                        |
| --- | ------------------------------- | -------- | ------------------------- | ------------------------------------------------------------------------------------------- |
| |                                 |          |                           |                                                                                             |
| | Сара Гран — 00:00-60:00         | Воротарі | 00:00-60:00 — Сін Со Чжун | Судді: Габріель Аріано Лорті Драгоміра Фіалова Лінійні Судді: Йоханна Тауряйнен Жюстін Тодд |
| | голи:                           |          |                           | Судді: Габріель Аріано Лорті Драгоміра Фіалова Лінійні Судді: Йоханна Тауряйнен Жюстін Тодд |
| Майя Нілен Перссон Шаблон:ГБ — 04:00 (Е. Аласалмі) Елін Лундберг — 09:47 (Ф. Раск, Е. Грам) Юганна Фаллман — 10:17 (Ф. Раск, С. Кюллер) Еріка Уден Юганссон — 17:04 (Л. Юганссон) Пернілла Вінберг — 24:08 (Е. Аласами, Е. Лундберг) Емма Нордін — 41:09 (Е. Лундберг) Пернілла Вінберг — 41:45 (Е. Грам, Е. Нордін) Ребекка Стенберг — 45:34 (П. Вінберг) | 1:0 2:0 3:0 4:0 5:0 6:0 7:0 8:0 |          |                           | Судді: Габріель Аріано Лорті Драгоміра Фіалова Лінійні Судді: Йоханна Тауряйнен Жюстін Тодд |
| |                                 |          |                           | Судді: Габріель Аріано Лорті Драгоміра Фіалова Лінійні Судді: Йоханна Тауряйнен Жюстін Тодд |
| |                                 |          |                           | Судді: Габріель Аріано Лорті Драгоміра Фіалова Лінійні Судді: Йоханна Тауряйнен Жюстін Тодд |
| |                                 |          |                           | Судді: Габріель Аріано Лорті Драгоміра Фіалова Лінійні Судді: Йоханна Тауряйнен Жюстін Тодд |
| 8 хв | Штраф                           | 6 хв     |                           | Судді: Габріель Аріано Лорті Драгоміра Фіалова Лінійні Судді: Йоханна Тауряйнен Жюстін Тодд |
| |                                 |          |                           |                                                                                             |
| | 50                              | кидки    | 19                        |                                                                                             |

| 14 лютого 2018 12:10 | Швеція | 1 : 2 (0:0, 0:1, 1:1) | Швейцарія | Університет Квандон, Каннин 3545 глядачів |

| звіт | звіт | звіт | звіт | звіт |
| ---- | ---- | ---- | ---- | ---- |
|      |      |      |      |      |
|      |      |      |      |      |
|      |      |      |      |      |
|      |      |      |      |      |
|      |      |      |      |      |
|      |      |      |      |      |
|      |      |      |      |      |
|      |      |      |      |      |
|      |      |      |      |      |

| 14 лютого 2018 16:40 | Корея | 1 : 4 (0:2, 1:0, 0:2) | Японія | Університет Квандон, Каннин 4110 глядачів |

| звіт | звіт | звіт | звіт | звіт |
| ---- | ---- | ---- | ---- | ---- |
|      |      |      |      |      |
|      |      |      |      |      |
|      |      |      |      |      |
|      |      |      |      |      |
|      |      |      |      |      |
|      |      |      |      |      |
|      |      |      |      |      |
|      |      |      |      |      |
|      |      |      |      |      |

## Плей-оф
|  | Чвертьфінал | Чвертьфінал                  | Чвертьфінал |  |  | Півфінал | Півфінал                     | Півфінал |  |  | Фінал       | Фінал                        | Фінал       |
|  |             |                              |             |  |  |          |                              |          |  |  |             |                              |             |
|  |             |                              |             |  |  | A1       | Канада                       | 5        |  |  |             |                              |             |
|  | A4          | Спортсмени-олімпійці з Росії | 6           |  |  | A4       | Спортсмени-олімпійці з Росії | 0        |  |  |             |                              |             |
|  | B1          | Швейцарія                    | 2           |  |  |          |                              |          |  |  | A1          | Канада                       | 2           |
|  |             |                              |             |  |  |          |                              |          |  |  | A2          | США                          | 3           |
|  |             |                              |             |  |  | A2       | США                          | 5        |  |  |             |                              |             |
|  | A3          | Фінляндія                    | 7           |  |  | А3       | Фінляндія                    | 0        |  |  | Третє місце | Третє місце                  | Третє місце |
|  | B2          | Швеція                       | 2           |  |  |          |                              |          |  |  | A4          | Спортсмени-олімпійці з Росії | 2           |
|  |             |                              |             |  |  |          |                              |          |  |  | A3          | Фінляндія                    | 3           |

## Матчі за 5-8 місця
|  | Матч за 5-8 місця | Матч за 5-8 місця | Матч за 5-8 місця |   |    | Матч за 7 місце | Матч за 7 місце | Матч за 7 місце |
|  |                   |                   |                   |   |    |                 |                 |                 |
|  | В2                | Швеція            | 1                 |   |    |                 |                 |                 |
|  | В3                | Японія            | 2                 |   |    |                 |                 |                 |
|  |                   |                   |                   |   | В2 | Швеція          | 6               |                 |
|  |                   | B4                | Північна Корея    | 1 |    |                 |                 |                 |
|  | В1                | Швейцарія         | 2                 |   |    |                 |                 |                 |
|  | B4                | Північна Корея    | 0                 |   |    |                 |                 |                 |